# Juan Facundo Riaño y Montero
Juan Facundo Riaño y Montero (Granada, 24 de novembre de 1829 – Madrid, 27 de febrer de 1901) va ser un historiador i historiador de l'art espanyol, membre de la Reial Acadèmia de la Història.

## Biografia
Va néixer a Granada, en què la seva universitat es va llicenciar en Filosofia i Lletres i en Dret; posteriorment va obtenir el doctorat en Dret per la Universitat Central de Madrid. També va fer estudis d'àrab. En la seva joventut va participar activament en la vida cultural granadina i fou un conegut membre de la Cuerda Granadina on va rebre el sobrenom de London, pels seus viatges a Anglaterra.
A partir de 1851 va emprendre un viatge d'estudis per Europa visitant Itàlia, Alemanya i Anglaterra. En 1864 va contreure matrimoni amb Emilia Gayangos, filla de l'arabista Pascual de Gayangos y Arce. Fruit de tal matrimoni va néixer el diplomàtic Juan Riaño y Gayangos.
Catedràtic de Belles arts en l'Escola Superior de Diplomàtica des de 1863, Riaño va ser una reconeguda autoritat europea en el camp de les arts decoratives. Des de 1870 va ser conseller del Museu de South Kensington en Londres, germen del Victoria and Albert Museum, per a l'adquisició d'antiguitats espanyoles. En 1878 va ser nomenat director del recentment creat Museu de Reproduccions Artístiques de Madrid. Va arribar a ser triat Acadèmic de la Historia, de la Llengua i de la de Belles Arts de Sant Ferran.
En l'àmbit polític va ser elegit diputat per Archidona a les eleccions generals espanyoles de 1881. Fou escollit Director General d'Instrucció Pública entre 1881 i 1883. Posteriorment va arribar a ser escollit senador per la província de Granada, la Universitat de Granada i la Reial Acadèmia de Belles arts entre 1886 i 1900.

## Obra
Va publicar obres sobre l'art medieval, orígens de l'arquitectura aràbiga o La Alhambra, en nombroses revistes espanyoles i estrangeres.
- The industrial arts in Spain, Londres, 1879.
- "La Alhambra. Estudio de sus descripciones antiguas y modernas", en la Revista de España, 1884.
- Critical and bibliographical Notes on early Spanish music, Londres, 1887.
- "Viajes de extranjeros por España en el siglo XV". Boletín de la Sociedad Geográfica de Madrid, núm. 10, octubre 1877, tomo III, año II, pp. 289-301.